# 布蘭登·羅賓遜
布蘭登·羅賓遜（Brendan Robinson，1990年3月1日—）是美國的一位演員，出生在俄勒岡州波特蘭。他最著名的作品是在ABC家庭台電視劇美少女的謊言中飾演Lucas Gottesman角色。